# Diplomystes nahuelbutaensis
Diplomystes nahuelbutaensis es una especie de pez de la familia Diplomystidae en el orden de los Siluriformes. Se le conoce con el nombre común tollo de agua dulce.

## Morfología
Tiene un cuerpo sin escamas y alargado, piel lisa y papilas cortas, con un par de barbillas maxilares. Las aberturas nasales están rodeadas por un pliegue de piel posterior. Sus dientes son cortos, anchos y cónicos. La primera aleta dorsal y las pectorales contienen un radio osificado, aguzado en su extremo distal y con margen posterior dentado; la segunda aleta dorsal es adiposa y se inserta al término de la base de la aleta anal. La aleta pectoral también posee una espina, las aletas pélvicas se encuentran en posición abdominal y la aleta caudal es levemente furcada, con dos lóbulos bien marcados. Presenta colores violeta oscuro o negruzco en el dorso de la cabeza y tronco, y anaranjado en los flancos y parte ventral.
Los machos pueden llegar alcanzar los 26 cm de longitud total.

## Hábitat
Es un pez de agua dulce y de clima subtropical. Los adultos viven en aguas más torrentosas y profundas, mientras que los juveniles se asocian a zonas de los ríos con menos torrente o pozones profundos.

## Distribución geográfica
Se encuentra al sur de Sudamérica, en las cuencas de los ríos Itata, Bío-Bío e Imperial en Chile, aunque también se han recolectado ejemplares en el río Loncomilla más alnorte. Este bagre es una especie de gran valor por ser endémica, muy primitiva, con una baja fecundidad y distribución geográfica restringida a Chile central. Es una especie considerada en peligro de extinción. Archivado el 4 de marzo de 2016 en Wayback Machine.